# Carlos Martínez de Irujo y McKean
Pour les articles homonymes, voir Carlos Martínez et Martínez.
Carlos Fernando Martínez de Irujo y McKean Tacón y Armitage, né à Washington le 14 décembre 1802 et mort à Madrid le 26 décembre 1855, est un diplomate et homme d'État espagnol.
Membre de la haute noblesse, il était Grand d'Espagne, second  marquis de Casa-Irujo (es) et duc de Sotomayor (es). Il reçut notamment le titre de chevalier de l'Ordre de Charles III.
Il fut le fils et successeur de Carlos Martínez de Irujo y Tacón.

## Biographie

### Carrière politique
Affilié au Parti modéré, il est nommé sénateur à vie en 1846. Il dirige à partir du 28 janvier 1847 un gouvernement d'ouverture pour succéder à Istúriz. Il est renversé le 28 mars de la même année par l'opposition menée par le général Serrano, amant de la reine Isabelle II. Il est ministre d'État dans le troisième gouvernement de Narváez, entre le 23 octobre 1847 et le 29 juillet 1848. En 1850, il est nommé ambassadeur à Paris, charge dont il sera destitué par Bravo Murillo.
Entre 1843 et 1848, il est le second président du Casino de Madrid.